# Noche de fiesta
Noche de fiesta fue un magacín televisivo producido por Miramónmendi (empresa propiedad de José Luis Moreno, director del programa) para Televisión Española entre los años 1999 y 2004 y que duraba una media de tres horas.
Noche de fiesta  comenzaba después de Informe semanal las noches de los sábados en TVE, y se prolongaba desde las once y media de la noche hasta las dos y media de la madrugada si la programación especial de TVE no interfería en ese horario.

## Historia

### Presentadores
- Carlos Lozano y Jacqueline de la Vega (1999)
- Miguel Ángel Tobías y Mabel Lozano (1999-2000)
- Miguel Ángel Tobías y Norma Duval (2000), 1 programa
- Miguel Ángel Tobías y Marlène Mourreau (2000) , 1 programa
- Miguel Ángel Tobías y Juncal Rivero (2000)
- Juncal Rivero e Ivonne Reyes (2000),2 programas
- Juncal Rivero y José Ramón Villar (2000), 2 programas
- Juncal Rivero y María José Suárez (2000-2004)

### Presentadores de Noche Sensacional
- Mar Saura y Andoni Ferreño (2007-2009)
- Mar Saura, Andoni Ferreño y Jaimito Borromeo (2007), 1 programa
- Juncal Rivero y Andoni Ferreño (2009), 2 programas
- María José Suárez y Andoni Ferreño (2009)
- María José Suárez, Martin Czehmester y María Abradelo (2009), 1 programa
- Álex Casademunt, Alejandra Andreu y David Carrillo (2011-2012)
- Juncal Rivero y Álex Casademunt (2011), 1 programa
- Loreto Valverde y Álex Casademunt (2012), 1 programa

### Presentadores de Siempre estrellas
- María Abradelo (2011)

### Presentadores de Sábado sensacional
- Mar Saura, Pablo Puyol, Ana Obregón y Josep Lobató (2014)
- Artistas
- Isabel Pantoja, Sergio Contreras, Carlos Baute, Kiko Rivera, Diana Navarro, Dvicio, Los Vivancos, Pastora Soler, Musical Verano Verano, Musical Sister Act, Ruth Lorenzo, Camela, Tamara, Henry Méndez, Los Lunnis, Soraya Arnelas, Chenoa, Descemer Bueno, David Civera, Kate Ryan, Ballet San Petersburgo, Andrei Matarof, Rosa López, Musical 5 Dreams.

### Presentadores de La alfombra roja Palace
- Berta Collado y Jota Abril (2015)
- Berta Collado, Jota Abril, Nerea Garmendia y Ximena Córdoba (2015), 1 programa
- Artistas
- María del Monte, Rafael Amargo, Merche, Triana de Alba, K-narias, Ingravity, Gisela, Soraya Arnelas, Litos, Musical Harry Poter, Kukinet, Manu Badenes, Marta Sánchez, ABBA Simphonic, Alejandro de Miguel, Sheppard, Tomás García, Jaimito Borromeo, Francisco, Manuel Tallafé, Mari Carmen y sus muñecos, Edurne, Ruth Lorenzo, Paulina Rubio, Morat, Musical Las Crónicas de Narnia, Raúl el Balilla, Ainhoa Arteta, Angel Garó, Sweet California, Club Gimnasia Rítmica Illescas, Natalia, Cirque Des Sens "Agalma", Ballet Can-Can, David Bustamante, Mago Yunke, Juan Vara, Ismael Beiro, Musical El Otro Lado de la Cama, Andy y Lucas, Giucas Casella, Nayra Gomar, Auryn, Virginia Abzueta, Simon Heulle, Los Vivancos,  Dennis Barela, Pablo Puyol y David Ordinas, Piedad de Diego, Rippel Brothers, Rafa Blas y Alejandro y Rosana

### Colaboradores
- Silvia Gambino, Santiago Urrialde, Marisa Porcel, Pepe Ruiz y Daniel Muriel (1999-2000)
- Silvia Gambino, Alfredo Cernuda, Marisa Porcel, Pepe Ruiz, Daniel Muriel y Eva Pedraza (2000-2003)
- Silvia Gambino, Alfredo Cernuda, Marisa Porcel, Pepe Ruiz, Javier Corominas y Rosana Mansó (2003)
- Silvia Gambino, Alfredo Cernuda, Marisa Porcel, Pepe Ruiz, Martin Czehmester y Manuel Belmonte (2003-2004)

## Primera Etapa (1999-2004)

### Inicios: 1999
Noche de fiesta nació el 10 de abril de 1999. Todos los medios de comunicación se hicieron eco de la noticia. En 1998, José Luis Moreno había dejado la cadena tras el cierre del magacín nocturno Risas y estrellas, que había sido presentado por Pedro Rollán y Paloma Lago primero, y después por José Luis Moreno, Loreto Valverde y Paloma Lago. El programa se canceló. Pero TVE volvió a confiar en José Luis, quien trajo un programa parecido pero con algunos cambios: actuaciones musicales de artistas más bien consolidados en la música española, minicomedias estereotipadas, desfiles de modelos, de chicos y chicas, y un concurso con sobres sobre la programación de TVE que contenían premios. El programa iba a llamarse Showtime, y así se anunciaba en algunas revistas de televisión las semanas previas al estreno, pero al final Moreno prefirió un nombre que fuera más fácil de recordar.
Para la primera etapa del programa, José Luis confía en la pareja formada por Carlos Lozano y Jacqueline de la Vega para la presentación. A estos presentadores, se les opondrán otros que, en línea cómica, critican el programa y las situaciones de la vida. Este papel recayó en Silvia Gambino que interpretaría el papel de Rosita Cascalejo, una chica sin mucha fortuna en el amor, y Santiago Urrialde, que interpretaría el papel de Narciso, un donjuán con tintes de viejo verde con mucho sentido del humor y cinismo.
Carlos Lozano se mostraba satisfecho de poder trabajar con Jose Luis en la rueda de prensa de la inauguración, «Él fue el que me dio la primera oportunidad y a la hora de trabajar nos deja ser nosotros mismos», confesaba en 1999 para el diario El Mundo.[cita requerida] Por su parte, para Jacqueline, Noche de fiesta suponía el regreso a TVE desde su debut en el programa Pero ¿esto qué es? de 1990-1991.
No obstante, esta primera etapa pasó con algo de discreción. Los presentadores interactuaban bien. Rosita se quedaba prendada de "Charli" y lo cortejaba como podía. Jacqueline era la encargada de presentar los desfiles de moda. Al principio tenían el mismo tratamiento que los de Risas y estrellas. Los modelos protagonizaban una especie de número erótico. Posteriormente se trajeron firmas de moda de gran prestigio al programa. 
En el terreno de las minicomedias, Rosita aparecía en la primera en un proceso de casting estrenando la voz en off "desde el control", de José Luis Moreno, llamado por ella "Ozehuito". Las primeras minicomedias tenían como protagonista a los Pinilla, un matrimonio formado por una mujer ingenua y un marido cascarrabias abrumado por la vida matrimonial. Normalmente, su poca armonía la rompía Alí Benito, un moro que era interpretado por Daniel Muriel y que les hacía pasar un rato de apuro a los Pinilla intentando venderles de todo. En su primera etapa ya aparecen las minicomedias estereotipadas. En esta comedia, como en algunas otras de esta etapa, intervinieron tanto Carlos como Jacqueline.
En esta temporada intervinieron los artistas y cantantes: Gracia Montes, Sergio Dalma, Carlos Vargas, Marta Sánchez, Isabel Pantoja, Paloma San Basilio, Sara Montiel, Rocío Dúrcal, Marta Sánchez y Rocío Jurado, ect. El 16 de mayo de 1999, actuaron en directo los Backstreet Boys, que cantaron su tema I Want It That Way. Al finalizar la actuación de los artistas se hace una pequeña entrevista. Los cómicos se heredaron de Risas y estrellas: Manolo Royo, Académica Palanca, Félix el Gato, Arévalo, etc.
Durante el mes de agosto, el programa repetía algunas actuaciones o las emitía en diferido.
En 1999 se inició el concurso de sobres, al que se podía acceder por medio de las llamadas telefónicas desde casa. El último programa de Noche de Fiesta con Carlos y Jacqueline se emitió el 4 de septiembre de 1999.

### Segunda temporada: 1999-2000
Tras el verano, comienza la nueva programación otoñal de TVE. José Luis Moreno decide estrenar presentadores y escoge a Miguel Ángel Tobías y a Mabel Lozano, a quienes presenta en la gala de la nueva programación de TVE el viernes 10 de septiembre. Con ellos empieza la segunda etapa del programa. Se cambia el escenario: del color ocre y tipo teatral pasamos a uno más amplio con tonos azules y verdes, con luces de colores y escenarios móviles que aparecen o desaparecen en función de la actuación.
En esta etapa se introducen más actuaciones de artistas extranjeros, continúan las presentaciones de los desfiles y desaparecen los Pinilla de las minicomedias. Alí Benito empieza a pulular por las presentaciones de plató, y los presentadores suelen explotar los mismos tópicos de la guerra de sexos para presentar actuaciones. El concurso amplía sus premios y comienzan a regalar un coche cada semana. Contratan un par de gemelas rubias para ejercer de ayudantas y vuelve el hipnotizador Giucas Casella. 
En la etapa de Miguel Ángel y Mabel aparece por primera vez el concurso publicitario, llamado posteriormente "concurso express" hasta 2003 en que desaparece. Consistía en ver los anuncios del bloque publicitario, y a la vuelta del programa el concursante de casa decía dos productos que había visto en pantalla. Desaparecen progresivamente las entrevistas a los artistas después de su actuación y en los desfiles de moda que presenta Mabel Lozano se siguen trayendo grandes firmas.
El 8 de enero de 2000 sería el  último programa juntos como copresentadores de Miguel Ángel y Mabel. Juntos presentaron a artistas como Onda Vaselina, Miguel Bosé o Giucas Casella.
El año 2000 fue para Noche de Fiesta el año con más variedad de presentadores. La marcha de Mabel Lozano dejaba algo cojo el programa. Jose Luis Moreno recurre a Norma Duval para que se incorpore como presentadora, y el programa del 15 de enero de 2000 lo presentaron Miguel Ángel Tobías y Norma Duval. Al principio del programa, Miguel Ángel decía que esa noche contarían con la ayuda y presencia de Norma. Ella presentó las minicomedias con Miguel Ángel y los desfiles de moda. Fue su única "Noche de fiesta" en la historia del programa.
Para el 22 de enero de 2000, Moreno decide buscar otra pareja para Miguel Ángel y recurre a la francesa Marlène Mourreau. Marlène presentó los desfiles de moda, tarjetita en mano (como al principio Jacqueline y Mabel), y tuvo que sufrir en ese programa la presencia de Giucas Casella, que la hipnotizó en pleno escenario. Marlène también cuenta con este único programa como presentadora.
El 29 de enero de 2000 llega la presentadora más famosa del programa: Juncal Rivero, a quien le correspondía presentar los desfiles de moda.
El concurso de los sobres aumenta sus premios incluyendo un premio de un millón y medio de pesetas, el sorteo de un coche, y Miguel Ángel y Juncal vuelven a entrevistar a los artistas después de sus actuaciones: Gracia Montes, Mónica Naranjo, Gitta (Brigitte Nielsen) o Gloria Estefan. Los artistas de esta etapa son muy variados: Marta Sánchez, Gloria Estefan, Paloma San Basilio, Thalía, Gracia Montes, Rocío Dúrcal, etc.
Las atracciones visuales aumentan su riesgo y espectacularidad. Moreno lleva al programa a los Monjes Shaolin y al Circo del Sol. Dentro del concurso de los sobres, en esta etapa se podía concursar en plató como ayudante de los concursantes de casa por teléfono. Los telespectadores podían optar simplemente con la llamada para el concurso de los sobres y a ganar joyas. 
En esta etapa se incorporan Marisa Porcel y Pepe Ruiz como actores colaboradores en las minicomedias del programa, y Daniel Muriel encarna a Fernando, amigo de Rosita y Narciso, vestido muy anticuado, con camisa de cuadros, tirantes, chaqueta de cuadros y gafas de culo de vaso. Desde primavera se pone en marcha una sección de vídeos divertidos con declaraciones de famosos, amenizada con música que se llamaba "los Óscars del programa": en cada vídeo, cada semana, aparecían imágenes de la ceremonia de los Óscar, haciendo ver que el programa le daba los Óscar a esos famosos por su vida sentimental y profesional, del corazón.
En la minicomedia "Cariño como te odio" o "La familia Guerrero" coinciden Silvia Fominaya en el papel de Paula y Christian Gálvez en el papel de su hermano.
La etapa de Miguel Ángel y Juncal duró todo el verano y regresó tras las retransmisiones de los Juegos Olímpicos de Sídney 2000. Los artistas cómicos se renuevan: aparecen Jaimito Borromeo y sus eternas peleas con la voz de Moreno desde lo alto, y se hace más asidua la presencia de Ángel Garó (que protagoniza con Miguel Ángel Tobías algún sketch cómico) y Académica Palanca. La pareja formada por Miguel Ángel y Juncal graba solo los programas del 29 de septiembre y 6 de octubre. Ya había desaparecido el sorteo del coche semanal.

### Tercera temporada: 2000-2001
Miguel Ángel abandona el programa y José Luis busca pareja para Juncal, que ya había contribuido a popularizar el programa. En los programas del 20 y 28 de octubre de 2000 la venezolana Yvonne Reyes copresenta con Juncal Rivero. La presencia de Yvonne atrae audiencia, pero la entrevista a los artistas la realiza sólo Juncal, quien también presenta los desfiles de moda. Yvonne deja Noche de Fiesta tras estos dos programas.
José Luis Moreno elige a José Ramón Villar, míster España 1996, y primer míster España de la historia, quien copresentará los programas del 3 y el 10 de noviembre de 2000 con Juncal. José Ramón daba juego al ser hombre e introducir un contraste en la presentación de las minicomedias. 
El 17 de noviembre de 2000 llega como pareja de Juncal la miss España 1996, María José Suárez.El tono cómico se trasladó a las presentaciones. Las de moda las hacía sola Juncal y los desfiles de moda masculina van desaparenciendo progresivamente. María José Suárez presenta los pases a publicidad. En diciembr, Santiago Urrialde abandona el programa y llega Alfredo Cernuda para sustituirle. Él no tendrá personaje, será Alfredo, compañero de Fernando y Rosita.
Continúan los concursos de sobres, pero con la presencia de un famoso concursante que donará a una asociación benéfica lo que se gane ayudando a la gente que llama desde casa. En las minicomedias destaca Silvia Gambino en el papel de telefonista o cajera de banco pesada, que pone de los nervios a Marisa Porcel con sus diálogos enrevesados y tomados al pie de la letra. El programa cuenta con la presencia de artistas españoles y extranjeros como Juan Pardo, Bertín Osborne, Rocío Dúrcal, Marta Sánchez, Pimpinela, Natalia Oreiro, Thalía... Juncal presenta junto a Andoni Ferreño, Ramón García y Mabel Lozano el especial fin de año "Con la primera al 2001". 
En 2001 llega el fenómeno Operación Triunfo y desde su salida del programa todos los concursantes fueron pasando por el escenario de Noche de Fiesta.

### Cuarta temporada: 2001-2002
En 2002 aparece en las minicomedias el fenómeno Matrimoniadas. Se trataba de un sketch de tres parejas. La primera llevaba casada cuatro meses y no conocíamos el nombre (fue interpretada por varios actores, como Daniel Muriel y Ruth Arteaga, también modelo del programa); la segunda pareja eran Roberto y Marina y llevaban casados 14 años (Alfredo Cernuda y Silvia Gambino), y la tercera llevaban 40 años casados Pepa y Avelino (Pepe Ruiz y Marisa Porcel). Esta última era la estrella de la minicomedia con sus peleas. Lo que empezó siendo una minicomedia al uso, terminó convirtiéndose en un éxito de audiencia que algunos sábados representaba el minuto más visto.
Los humoristas se renuevan: aparecen los Hermanos Calatrava y siguen Mariano 1'85, Jaimito Borromeo (interminables sus charlas con la voz en off de Jose Luis Moreno), Gila, Académica Palanca y Ángel Garó. En 2001 Giucas Casella, en lugar de hipnotizar, hace proezas con su cuerpo.

### Quinta temporada: 2002-2003
Para mediados de 2002, Daniel Muriel ya había dejado el programa, y llegaron a llenar el hueco dos actores: Rosana Mansó, que hizo de esposa feliz del primer matrimonio de las Matrimoniadas, y Javier Coromina, como marido feliz. Los dos también ejercieron labores de presentadores, por lo que el equipo de presentación se amplió sin precedentes: seis copresentadores, eso sí, con la cabeza visible de la pareja María José y Juncal. Poco después Javier deja el programa y es sustituido por Manu Belmonte. En verano de 2003 el antes modelo del programa y actor de minicomedias, el checo Martin Czehmester se incorpora a las labores de presentación.

### Sexta temporada: 2003-2004
A partir de finales de 2003, el programa fue en declive. Los desfiles de moda habían renovado a alguno de sus modelos (como la incorporación de Armando Balboa un poco antes), pero progresivamente el desfile masculino desaparece por completo. El concurso de los sobres también desaparece hacia principios de 2004 y sólo se conserva el concurso publicitario que, en los últimos programas también cae. Ya desde 2001 el programa había estado en la picota por investigación de algunos grupos parlamentarios, que acusan al gobierno del PP de amiguismo con la empresa de Moreno; se acusa al programa de ser el más caro de la historia de TVE y de gastar una millonada. En abril de 2004, la llegada de Carmen Caffarel hace que Noche de Fiesta, programa acusado de casposo y de telebasura, sea sentenciado. El último programa de Noche de Fiesta se emitió el 5 de junio de 2004, con una de las clásicas despedidas con champán que se venían haciendo en el programa desde la etapa de Carlos y Jacqueline.

## Segunda Etapa:Noche sensacional(2007-2011)

### Séptima temporada: 2007-2009
La productora de José Luis Moreno, Alba Adriática crearon un programa llamado Noche Sensacional que combina música y humor e incluye además dos comedias de situación de quince minutos de duración cada una. Bajo el título de "Qué follón de familia", la primera Sitcom gira en torno a las vicisitudes diarias de una familia compuesta por padre, madre e hija con vocación de estrella, a la que se incorpora como inquilino gorrón, el hermano del padre. La segunda comedia, "Corazonadas" hace una parodia de los programas del corazón. En estas dos comedias hay actores tan importantes como Pepe Ruiz y Marisa Porcel, Daniel Muriel, Jaime Ordóñez, Rubén Sanz, Silvia Gambino, Juan Manuel Cifuentes, Marisol Ayuso, entre otros. Protagonizada por la presentadora de un ficticio espacio de cotilleos y su equipo, la comedia incluirá también apariciones estelares de personajes famosos que se presten a colaborar en cada entrega.
Estuvo presentada por Mar Saura y Andoni Ferreño.
Fue emitida en la FORTA y en Veo7.
También en muchas ocasiones el programa hace pases de modelo que no suelen sobrepasar los diez minutos. A veces también cuenta con la actuación estelar de Doña Rogelia por Mari Carmen.

### Octava temporada: 2009-2010
Esta etapa se emitió en la FORTA y televisiones asociadas como Castilla y León Televisión; y estuvo presentada por María José Suárez, Andoni Ferreño y Martin Czemhester.

### Novena temporada: 2011
Esta etapa fue emitida por 13TV y era presentada por Àlex Casademunt, Alejandra Andreu y David Carrillo.

## Tercera Etapa: Siempre estrellas (2011)

### Décima temporada: 2011
Esta etapa estuvo presentada por María Abradelo como única presentadora. Fue emitida por la FORTA y Castilla y León Televisión como emisora asociada.

## Cuarta Etapa: La vuelta aLa 1conSábado sensacional(2014)
El 9 de agosto de 2014, La 1 recuperó el formato en una gala emitida a manera de programa especial. Estuvo presentada por Ana Obregón, Pablo Puyol, Mar Saura y Josep Lobató.

## Quinta Etapa: Regreso aLa 1conLa Alfombra Roja Palace(2015)
El 21 de marzo de 2015, La 1 recuperaba un programa de variedades al más puro estilo Noche de fiesta con La alfombra roja Palace, de la mano de José Luis Moreno y presentado por Berta Collado y Jota Abril, todos los sábados a las 22h00.
En el primer programa, contaron con Nerea Garmendia para presentar con la participación especial de Ximena Córdoba.
El estreno del programa fracasó, anotando un triste 5,8% de audiencia y menos de 900.000 espectadores en sus 3 horas y media.
El 27 de marzo de 2015, Nerea Garmendia afirmó que tras presentar un solo programa de La Alfombra Roja abandonaba el programa debido a que otros proyectos le impedían presentar el programa.